# Piz Zupò
O Piz Zupò é uma montanha do Maciço de Bernina, nos Alpes Centrais Orientais. Tem 3996 m de altitude e 405 m de proeminência topográfica, e fica na fronteira Itália-Suíça.
O Piz Zupò fica perto de St. Moritz, um dos centros de esqui mais conhecidos dos Alpes suíços. O nome Zupò significa "escondido".
A oeste do Zupò fica o Piz Argient, e a noroeste o Bellavista.

## Classificação SOIUSA
Segundo a classificação SOIUSA, o Piz Zupò pertence:
- Grande parte: Alpes Orientais
- Grande sector: Alpes Centrais Orientais
- Secção: Alpes Réticos Ocidentais
- Sub-secção: Alpes de Bernina
- Supergrupo: Cadeia Bernina-Scalino
- Grupo: Maciço de Bernina
- Sub-grupo: Grupo do Piz Zupò
- Código: II/A-15.III-A.1.d